# Álamos
Álamosⓘ – miasto w południowej części meksykańskiego stanu Sonora, siedziba władz gminy Álamos. Miasto jest położone około 80 km od Zatoki Kalifornijskiej oraz w pobliżu granic ze stanami Chihuahua i Sinaloa. W 2010 roku ludność miasta liczyła 9345 mieszkańców.

## Współpraca
- Scottsdale, Stany Zjednoczone

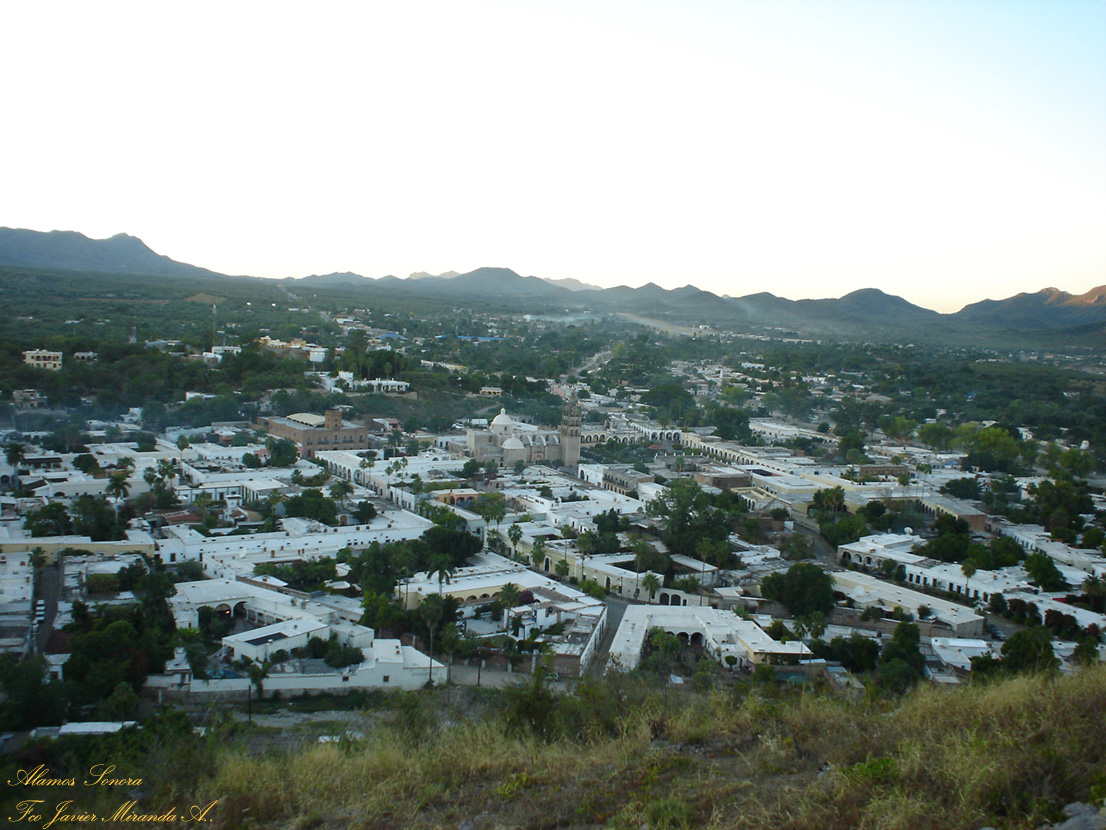
Panorama miasta